# Municipio de Van Buren (Minnesota)
El municipio de Van Buren (en inglés: Van Buren Township) es un municipio ubicado en el condado de St. Louis en el estado estadounidense de Minnesota. En el año 2010 tenía una población de 189 habitantes y una densidad poblacional de 2,05 personas por km².

## Geografía
El municipio de Van Buren se encuentra ubicado en las coordenadas 46°59′54″N 92°52′32″O / 46.99833, -92.87556. Según la Oficina del Censo de los Estados Unidos, el municipio tiene una superficie total de 92.22 km², de la cual 91,58 km² corresponden a tierra firme y (0,69 %) 0,63 km² es agua.

## Demografía
Según el censo de 2010, había 189 personas residiendo en el municipio de Van Buren. La densidad de población era de 2,05 hab./km². De los 189 habitantes, el municipio de Van Buren estaba compuesto por el 95,77 % blancos y el 4,23 % eran de una mezcla de razas. Del total de la población el 0 % eran hispanos o latinos de cualquier raza.